# Per Holmberg (pilot)
Per Arne Holmberg, född 22 januari 1945 i Örnsköldsvik, är en svensk pilot och före detta fältflygare i Flygvapnet och före detta flygkapten hos SAS, som var med vid Gottröraolyckan 1991.

## Biografi
Holmberg började på Förberedande Fältflygarskola, FÖFS, vid Herrevadskloster intill F 5 Ljungbyhed i februari 1962. Efter grundläggande flygutbildning på Sk 50 och J 28C/B fortsatte han 1964 med typinflygning på J 35 Draken på F 16 Uppsala för att därefter placeras på F 18 Tullinge där han förutom J 35B även flög Sk 16.
I avsikt att fortsätta som officer i Flygvapnet efter kontraktstiden som fältflygare började han 1967 på Flygvapnets Krigsskola F 20 Uppsala där han fick flyga J 29 Tunnan. En vecka före examen 1968 valde han att sluta för att påbörja en anställning som tredjepilot på DC-8 hos SAS. Efter drygt nio år och 4 663 flygtimmar på DC-8 flyttade han över på Boeing 747. Efter närmare nio år och ytterligare 3 464 flygtimmar blev det ny typinflygning på DC-9. Redan efter ett år, åtta månader och 742 flygtimmar inklusive kaptensutcheckning 1987 gick han över till att flyga den modernare MD-80.
På morgonen 27 december 1991 åkte Holmberg som passiv uniformerad pilot i kabinen på Scandinavian Airlines Flight 751 från Arlanda flygplats mot Kastrups flygplats, då man kort efter start fick dubbelt motorbortfall och knappt fyra minuter senare kolliderade med marken i Gottröra nordost om Arlanda. I Statens haverikommissions haverirapport (C 1993:57, Ärende L-124/91) omnämns han som "den assisterande kaptenen". Holmberg tog sig fram till kapten Stefan Rasmussen och andrepiloten Ulf Cedermark i förarkabinen när han från kabinen konstaterat krisläget, och bistod aktivt vid felsökning, beslutsförslag och nedslagsplanering. Haverikommissionen konstaterade att Holmbergs insats "förmodligen räddade alla ombord från en ännu värre haveri och ett dystrare slut". Vid olyckstillfället hade han själv 920 timmar som kapten på MD-80. Händelsen kom efteråt i media att kallas för Miraklet i Gottröra.
1993 mottog Holmberg H.M. Konungens medalj av Carl XVI Gustaf, som han gick kadettskolan tillsammans med, för sin hjälteinsats i Gottröra. Efter sex månaders konvalescens fortsatte han att flyga MD-80 för SAS. I januari 1995 beslöt han sig dock för att sluta flyga helt efter 33 år och totalt 12 447 flygtimmar.